# Nicolás Rodríguez Aztiazarain
Nicolás Rodríguez Aztiazarain (* 10. September 1936 in Havanna) ist ein ehemaliger kubanischer Diplomat. Er war von 1975 bis 1979 Botschafter der Republik Kuba in der DDR.

## Leben
Er studierte in der kubanischen Hauptstadt und schloss sich 1955 dem aktiven Kampf gegen die Batista-Diktatur an. Seine diplomatische Laufbahn begann er 1959 als Konsul in Key West. 1960 wurde er ins Industrieministerium berufen, 1963 kehrte er ins Außenministerium zurück. Dort war er zunächst Abteilungsleiter im Direktionsbereich Asien und ab 1964 stellvertretender Direktor.  1966 wurde er Berater der UNO-Mission Kubas. 1968/69 arbeitete er wiederum in Havanna, ehe er 1969 als Geschäftsträger a. i. der kubanischen Botschaft in der Volksrepublik Polen und 1971 als Botschafter in die Sozialistische Republik Rumänien ging.
Am 4. Juni 1975 trat er sein Amt als Botschafter in der DDR an, das er vier Jahre ausübte.  Am 16. April 1979 wurde er vom Vorsitzenden des Staatsrates der DDR, Erich Honecker, zum Abschiedsbesuch empfangen und mit dem Orden „Stern der Völkerfreundschaft“ in Gold ausgezeichnet.
Später war er Botschafter in Argentinien.